# Buchowice
Buchowice (ukr. Буховичі) – wieś na Ukrainie, w rejonie mościskim obwodu lwowskiego. Wieś liczy 797 mieszkańców.

## Historia
W 1799 dobra Buchowice w cyrkule przemyślskim od Wincentego Głogowskiego (herbu Grzymała) kupił Krzysztof Grudnicki
Przez pewien czas właścicielem dóbr ziemskich Buchowice był baron Wiktor Błażowski herbu Sas, członek stanów galicyjskich.
W II Rzeczypospolitej do 1934 samodzielna gmina jednostkowa. Następnie należała do zbiorowej wiejskiej gminy Pnikut w powiecie mościskim w woj. lwowskim. Po wojnie wieś weszła w struktury administracyjne Związku Radzieckiego.